# Залеський Осип Степанович
О́сип Степа́нович Зале́ський (16 квітня 1892, c. Тростянець Малий, тепер Золочівський район, Львівська область — 13 березня 1984, Баффало, США) — український галицький педагог, композитор, диригент, літературознавець, автор пісень, наукових праць, видавець.

## Життєпис
У 1903 році родина перебралася до Золочева, за рік помер батько. Щоби закінчити гімназію, Осип підряджався на всілякі праці.
У 1911 році поступив до Львівського університету на студії природознавства. Одночасно навчався у Вищому музичному інституті імені М. Лисенка (нині — Львівська національна музична академія), набував практики хорового співу в хорах «Львівський боян» і «Бандурист».
У 1912 році в газеті «Dzennik Ludowy» опубліковано його статтю про Миколу Лисенка. Дописував до журналу «Ілюстрована Україна», був членом редакції щоденника «Діло», із Михайлом Гайворонським заснував видавництво «Ліра».

Четар УГА Осип Залеський

З початком Першої світової війни Залеські виїхали до Відня. Осип навчався одночасно у Вищій музичній школі Кайзера та Віденському університеті, став активним учасником українського молодіжного товариства «Січ». Восени 1916 року призваний до війська, на Буковині був перекладачем із російської мови.
Розвал Австро-Угорської імперії застав його у Могилеві-Подільському. Вступив до лав Української Галицької армії, воював до весни 1919 року.
У 1920-му одружився з Ґертрудою Пальм, народженою в Естонії і став учителем у приватній гімназії українського товариства «Рідна школа» в Чорткові.
У 1921 році прибув до Станіславова на працю вчителя природознавства в гімназію. Одночасно заснував тут філію Львівського музичного інституту імені М. Лисенка, став її директором. Відновив діяльність видавництва «Ліра», серед інших книг, видав також кілька своїх збірок пісень.
У 1938 році викладав у Станиславівській ІІІ державній гімназії ім. Станіслава Сташиця, звідки 15 липня шкільна влада перевела його до Бучача, а його місце праці віддали польському вчителеві. У Бучацькій державній польськомовній гімназії працював з 1 вересня 1938 року.
З початком Другої світової війни виїхав з родиною до Ерфурту в Німеччині, де працював у великій городньо-насіннєвій фірмі.
З окупацією нацистами Польщі родина перебралася до Ярослава, працював в українській гімназії учителем природознавства та очолював хор «Ярославський боян».
У 1944 році — вимушена еміграція, воєнні обставини відлучили його від родини. Дружина з доньками Лідією та Христиною опинилася в таборі переміщених осіб у Фіссені, де і померла в 1946 році. Тільки по смерті дружини зміг злучитися з доньками в Баварії.
У 1950 році родина виїздить до США, у Баффало. Тут створює хор при організації УККА, долучається до відкриття курсів українознавства, суботньої школа, українського клубу «Наша хата», секції «Пласту», керує низкою хорів, стає інспектором Шкільної ради у Баффало, Рочестері та Сіракузах.
У 1955 — разом із другою дружиною, Галиною Лагодинською-Залеською, заснував у Баффало філію Українського музичного інституту.
Помер у Баффало 13 березня 1984 року.

## Доробок
Написав цілу низку статей, з них
- «Василь Барвінський»,
- «Василь Безкоровайний, композитор, педагог»,
- «Сидір Воробкевич»,
- «Ярослав Лопатинський»,
- «Станіслав Людкевич»,
- «До історії пісень УСС»,
- «Іван Франко й музика»,
- «Гнат Хоткевич і відродження бандури».
- «Наше шкільництво, від сивої давнини по 1939 рік», «Соломея Крушельницька», «Піяністка Софія Ілевич», «Крукова гора» у збірнику Бучач і Бучаччина.[3]

Видані теоретичні праці
- «Короткий начерк історії української музики» — 1958, видавництво «Америка» у Філадельфії,
- «Загальні основи музичного знання» — 1958, «Говерла» в Нью-Йорку,
- книжка про М. Лисенка — «Новий шлях» у Вінніпеґу,
- «Музичний диктант» — вправи та пісні для вивчення музичної грамоти — Баффало, 1961.
- Мала українська музична енциклопедія / упор. О. Залеський. — Мюнхен: Дніпрова хвиля, 1971. — 125 c.

Літературні тексти
- Вражіння з мандрівки по Гуцульщині // «Діло» (Львів), чч. 184-188, 23-27 серпня 1938 р. [Архівовано 3 грудня 2013 у Wayback Machine.]

Збірки пісень
- «Колядничок для співу на дитячі голоси» (1922)
- «Пісні на один голос із фортепіано» (1923)
- «Полягли в бою» (1923)
- «До весни; З вечірних мелодій]» (жіночі хори) (1970)[4]